# Olette
Olette é uma comuna francesa na região administrativa da Occitânia, no departamento dos Pirenéus Orientais. Estende-se por uma área de 28.95 km², com 357 habitantes, segundo o censo de 2018, com uma densidade de 12 hab/km².